# Edwards Lifesciences
Edwards Lifesciences mit Hauptsitz in Irvine, Kalifornien, und Edwards Lifesciences Services GmbH mit Sitz in Unterschleißheim ist ein Unternehmen auf dem Gebiet der Medizintechnik. Das Unternehmen ist im Aktienindex NYSE gelistet.
Die Firma wurde im Jahr 1956 von Miles „Lowell“ Edwards und Albert Starr gegründet. Bei einem Umsatz von 5,38 Milliarden US-Dollar im Geschäftsjahr 2022 sind etwa 17 300 Mitarbeiter bei Edwards beschäftigt.
Bekannt ist das Unternehmen für seine Edwards SAPIEN-TAVI/TAVR-Produkte, diverse Herzklappen unterschiedlicher Größen, Herzklappen-Rekonstruktions-Produkte, Produkte für die Gefäßtherapie zusammen mit hämodynamischen Überwachungsgeräten zur Messung von Herz-Kreislauf-Leistung während der Operation und auf der Intensivstation, venöse Kanülen sowie dem Swan-Ganz-Katheter.

## Geschichte
Im Jahr 1956 konstruierte Miles Lowell Edwards den Aufbau des ersten künstlichen Herzens. Schon seit seiner Jugend war er vom menschlichen Herz fasziniert. Mit einem Hintergrund in Hydraulik und Kraftstoffpumpenbetrieb hatte er vermutet, dass das menschliche Herz mechanisiert werden könne. Diese Idee stellte er Albert Starr, einem jungen Chirurgen an der Oregon Health & Science University, vor, der diese Idee jedoch als zu komplex empfand. Stattdessen ermutigte Starr Edwards, sich zunächst auf die Entwicklung einer künstlichen Herzklappe zu konzentrieren, für die eine unmittelbare Notwendigkeit bestand. Nach zwei Jahren wurde die erste Starr-Edwards Mitralklappe entworfen, entwickelt, getestet und erfolgreich bei einem Patienten implantiert. Diese Innovation hat das Unternehmen Edwards Laboratories, Santa Ana, hervorgebracht, welches sich nicht weit von der Edwards Lifesciences Unternehmenszentrale befindet.
Im Jahr 1966 wurde Edwards Laboratories von American Hospital Supply Corporation erworben und in American Edwards Laboratories umbenannt. Im Jahr 1985 wurde American Edwards von Baxter International erworben. Im Frühjahr 2000 wurde das Unternehmen als unabhängiges, börsennotiertes Unternehmen in einem Spin-off ausgegliedert und begann den Handel an der New York Stock Exchange unter dem Kürzel „EW“.
Auch heute noch ist Edwards als Marktführer auf dem Gebiet der Gewebeherzklappen und Reparaturprodukte modernster hämodynamischen Überwachung, die dazu beigetragen haben, mehr als zwei Millionen Patienten zu behandeln und weltweit zu verwalten.

## Produkte
Edwards Produkte, Herzklappen aus biologischem Gewebe, welche unter Markennamen wie Carpentier-Edwards PERIMOUNT und Carpentier-Edwards PERIMOUNT MAGNA und auch Herzklappen-Rekonstruktions-Implantate verkauft werden – Herzklappen-Rekonstruktions-Implantate – sogenannte Annuloplastieringe – werden von Chirurgen verwendet, um die Herzklappe eines Patienten wieder in die native Form zu versetzen.
TAVI/TAVR
Die Edwards SAPIEN-Familie von Herzklappen werden über ein Verfahren namens Transkatheter-Aortenklappenersatz (TAVR) implantiert.
Dieses Verfahren ermöglicht die Platzierung und Implantierung zusammenlegbarer Herzklappen, die in einem Stent verankert sind und mit Hilfe eines Ballonkatheters oder durch „Gedächtnis-Metall“ wieder im Körper entfaltet werden können. Die Klappenprothesen gelangen über verschiedene Zugangswege in den Körper. Dabei werden Katheter eingesetzt und diese bis zum Herzen vorgeschoben. Etwa über eine Punktion in der Leiste (transfemoral), am Arm (transaxillär), zwischen den Rippen (transapikal) oder über die Vorderseite des Brustkorbs – durch ein kleines Loch in der Aorta (transaortal).

## Weitere Produkte
Edwards fertigt darüber hinaus Produkte für die Gefäßtherapie zusammen mit hämodynamischen Überwachungsgeräten zur Messung von Herz-Kreislauf-Leistung während der Operation und auf der Intensivstation. Hämodynamische Überwachung ermöglicht die Messung der Blutzirkulation und der Herzfunktion, welche die Kliniker zur Messung verwenden, um auszuwerten, ob genügend Sauerstoff in die Organe und Gewebe geliefert wurde.
Unter weiteren Produkten von Edwards ist der Swan-Ganz-Katheter. Ursprünglich für Patienten mit akutem Herzinfarkt entwickelt, wird er nun in der Anästhesie und Intensivstation eingesetzt. Healthcare-Anbieter wenden diese Überwachung an, um über Änderungen oder Probleme des Gesundheitszustandes des Patienten informiert zu werden, diese zu erkennen und bei einer Behandlung Entscheidungen zu ermöglichen.
Um in der Herzchirurgie Verfahren durch kleinere Schnitte zu erleichtern, bietet Edwards auch eine Herzchirurgie Produktlinie für Weichgewebe-Retraktoren, mit venösen und arteriellen Kanülen, Aortenokklusionsvorrichtung, Entlüftung und koronare Sinus-Katheter, sowie wiederverwendbare Instrumente zur Durchführung von minimalinvasiven Herzklappenverfahren an.